# La vera storia di Jess il bandito
La vera storia di Jess il bandito (The True Story of Jesse James) è un film del 1957 diretto da Nicholas Ray.
È un western statunitense con Robert Wagner, Jeffrey Hunter (che interpretano, rispettivamente, i fratelli banditi Jesse James e Frank James), Hope Lange, Agnes Moorehead e Alan Hale Jr..

## Trama
La banda di Jess James assalta la banca di Northfield, ma, il colpo non va a buon fine, del gruppo si salva solo Jess, suo fratello Frank e un altro fuorilegge. Frank ha un diverbio con il fratello, al quale rimprovera di avere perduto gli ideali, che avevano ispirato la sua azione negli anni precedenti. All'indomani della guerra di Secessione i due fratelli James, che hanno combattuto con i sudisti, si trovano in miseria. Uniti ad altri uomini del Sud decidono di dare vita ad una nuova banda che assalta le banche stracolme di denaro nordista.

## Produzione
Il film, diretto da Nicholas Ray su una sceneggiatura di Walter Newman e Nunnally Johnson, fu prodotto da Herbert B. Swope Jr. per la Twentieth Century Fox e girato nel 20th Century Fox Ranch a Calabasas e nei 20th Century Fox Studios a Century City, in California, dal 6 settembre a fine ottobre 1956 e dalla 12 novembre al 14 novembre 1956. Il titolo di lavorazione fu  The James Brothers.

## Distribuzione
Il film fu distribuito con il titolo The True Story of Jesse James negli Stati Uniti nel febbraio 1957 al cinema dalla Twentieth Century Fox.
Altre distribuzioni:
- in Germania Ovest il 9 aprile 1957 (Rächer der Enterbten)
- in Svezia il 20 aprile 1957 (Sanningen om Jesse James)
- in Austria il 17 maggio 1957 (Rächer der Enterbten)
- in Giappone il 22 maggio 1957
- in Italia il 29 maggio 1957
- in Francia il 3 luglio 1957 (Jesse James, le brigand bien-aimé) (Le brigand bien-aimé)
- in Finlandia il 26 luglio 1957
- in Portogallo il 5 settembre 1957 (A Justiça de Jesse James)
- ad Hong Kong il 13 marzo 1958
- in Danimarca il 30 gennaio 1959 (Sandheden om Jesse James)
- in Spagna il 12 marzo 1962 (La verdadera historia de Jesse James)
- in Francia il 4 aprile 2007 (redistribuzione)
- in Brasile (Quem Foi Jesse James)
- in Finlandia (Jesse James)
- nel Regno Unito (The James Brothers)
- nel Regno Unito (The True Story of Jesse James)
- in Grecia (Missouri colt)
- in Grecia (O ekdikitis)
- in Italia (La vera storia di Jess il bandito)
- in Polonia (Prawdziwa historia Jesse Jamesa)